# San Rufo
San Rufo là một đô thị (comune) thuộc tỉnh Salerno trong vùng Campania của Ý. Ispani có diện tích 8,3 km2, dân số là 1015 người (thời điểm ngày).